# Logone Ocidental
Logone Ocidental (em francês: Logone-Occidental; em árabe: منطقة لوقون الغربي; Lūqūn al-Gharbī) é uma das 23 províncias do Chade, sendo Mundu a sua capital.

## Demografia
De acordo com o recenseamento do Chade de 2009, a população total da região era de 689 044 habitantes, o que a faz de Logone Ocidental a quinta província mais populosa do país. Sua capital Mundu tem 137 251 habitantes e é a segunda maior cidade chadiana, atrás somente da capital Jamena.
Os povos saras (sobretudo os lakas e os ngambays) representam mais de 90% da população do território. 

## Subdivisões
A província de Logone Ocidental é dividida em quatro departamentos:
| Departamentos | Capital   | Subprefeituras                                                 |
| ------------- | --------- | -------------------------------------------------------------- |
| Dodjé         | Beinamar  | Beinamar, Laokassy, Tapol, Beissa                              |
| Guéni         | Krim Krim | Krim Krim, Bao, Bemangra, Doguindi                             |
| Lac Wey       | Mundu     | Moundou, Bah, Deli, Dodinda, Mbalkabra, Mballa Banyo, Ngondong |
| Ngourkosso    | Benoye    | Bebalem, Beladjia, Benoye, Bourou, Beriki, Saar Gogne          |